# فرانسیس آرتور بینبریج
فرانسیس آرتور بِـینبریج (انگلیسی: Francis Arthur Bainbridge؛ ‏ ۲۹ ژوئیهٔ ۱۸۷۴ – ۲۷ اکتبر ۱۹۲۱) فیزیولوژیست اهل پادشاهی متحد بریتانیای کبیر و ایرلند بود. وی دانش‌آموختهٔ کالج ترینیتی، کمبریج بود و دکترای خود را در سال ۱۹۰۴ دریافت کرد. او از سال ۱۹۱۱ استاد فیزیولوژی دانشگاه دورام شد.
شهرت بِـینبریج به‌خاطر اثبات افزایش ضربان قلب در اثر افزایش فشار در سمت وریدی قلب است که به‌دلیل کاهش اثر عصب واگ بر روی قلب است. «رفلکس بینبریج» به نام او نامگذاری شده است و اشاره به افزایش ضربان قلب به دلیل افزایش فشار دهلیز است. یافته‌های بینبریج در تضاد با «قانون ماره» بود، قانونی که می‌گفت افزایش فشار خون باعث کاهش ضربان قلب می‌شود. قانون ماره در سال ۱۸۶۱ توسط فیزیولوژیست فرانسوی اتین-ژول ماره (۱۸۳۰–۱۹۰۴) مطرح شده بود.
بِـینبریج همچنین سهم مهمی در مطالعه و بررسی مکانیسم تشکیل لنف و همچنین در مورد خواص فیلتراسیون گلومرول‌ها در کلیه‌ها داشت. مشهورترین آثار تألیفی او «مبانی فیزیولوژی» (۱۹۱۴) و «فیزیولوژی فعالیت عضلانی» (۱۹۱۹) بودند. وی از سال ۱۹۱۹ همکار انجمن سلطنتی شد.